# Trentino Volley
El Trentino Volley es un equipo de voleibol de la ciudad de Trento (Italia), fundado el 23 de mayo de 2000. Juega de local en Il T Quotidiano Arena y milita en la Superlega desde la temporada 2000-01.
Se ha convertido en uno de los equipos italianos más laureados del siglo XXI gracias a sus triunfos en ámbito nacional y internacional a partir de la temporada 2007-08. 
A nivel nacional cuenta con 6 Ligas italiana, 3 Copas de Italia, 3 Supercopas de Italia y 11 títulos juveniles. A nivel europeo ha ganado 4 Ligas de Campeones en 2008-09, 2009-10 y 2010-11 y 2023-34 y ha sido subcampeón en 2015-16, 2020-21 y en 2021-22, también se ha llevado 1 Copa CEV en 2018-19 tras los subcampeonatos en 2014-15 y 2016-17.
Es el máximo vencedor del Mundial de Clubes junto con el Sada Cruzeiro con cinco títulos conquistados, cuatro de ellos consecutivamente entre 2009 y 2012.
En la temporada 2010-11 se ha convertido el primer equipo en la historia del voleibol en proclamarse campeón nacional, continental y mundial en el mismo año.
Entre los jugadores destacados que militaron en sus filas se encuentran Lorenzo Bernardi (incluido en la Volleyball Hall of Fame), Paolo Tofoli, Emanuele Birarelli, Matej Kazijski, Osmany Juantorena, Raphael Vieira de Oliveira y Simone Giannelli.

## Historia

### Inicios (2000-2007)
El Trentino Volley fue fundado el 23 de mayo de 2000 como consecuencia de la transferencia del ITAS BTB Mezzolombardo, militante en la Segunda División de Italia, de Mezzolombardo a Trento y su primer presidente fue el empresario Diego Mosna.
Desde su primera temporada pudo competir en la Primera División italiana adquiriendo el derecho del Porto Ravenna Volley en plena crisis financiera y disputó el primer partido de su historia el 15 de octubre de 2000 en Parma, donde fue derrotado por 3-0 por el Pallavolo Parma.

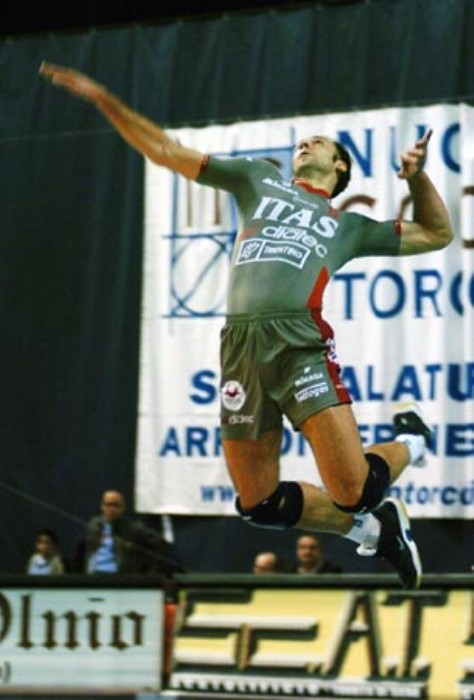
Andrea Sartoretti, opuesto del club entre 2002 y 2005.

En las primeras dos temporadas bajo el mando de Bruno Bagnoli el equipo luchó por la permanencia y acabó en décima y novena posición gracias a las actuaciones de su jugador estrella, el opuesto Leondino Giombini máximo anotador en el campeonato 2000-01 (531) y segundo en 2001-02 (502) por detrás del serbio Ivan Miljković (507).
En 2002-03 acabó en séptima posición la temporada regular y se clasificó por los playoff por primera vez en su historia; cayó en la primera ronda ante el Pallavolo Modena tras perder la serie en cinco partidos (2-3). El año siguiente liderardo por Silvano Prandi en el banquillo y los internacionales Lorenzo Bernardi, Paolo Tofoli y Andrea Sartoretti en campo, el Trentino Volley consiguió la primera plaza al final de la temporada regular 2003-04 y la clasificación a las competiciones europeas de 2004-05. Sin embargo en la postemporada fue derrotada en cuartos por el Perugia Volley (1-3 en la serie) a causa de las varias lesiones de sus jugadores más valiosos.
En la temporada 2004-05 el equipo participó por primera vez en una competición europea disputando la fase de calificación de la Top Teams Cup y terminó en segundo lugar la liguilla de cuatro equipos. De esta forma fue eliminado de la copa pero fue repescada por la CEV Cup, donde llegó hasta los octavos de finales y fue eliminada por los turcos del Halkbank Ankara. En la liga italiana acabó la temporada regular en octava posición y cayó en la primera ronda de los playoff frente al Pallavolo Piacenza en una serie muy igualada de cinco partidos (2-3).
En las dos temporadas siguientes el equipo entrenado por el brasileño Radames Lattari consiguió resultados alternos pese a las incorporaciones del brasileño André Nascimento, del polaco Michał Winiarski y del armador de la selección italiana Marco Meoni. En 2005-06 venció al Pallavolo Modena en los cuartos de los playoff (2-1) y llegó por primera vez en su historia a semifinales donde fue derrotada por el Sisley Treviso (1-3). En 2006-07 ni siquiera se clasificó por la Copa de Italia tras acabar la ida de la temporada regular en novena posición y en los playoff cayó en cuartos frente al PV Cuneo.

### Época de triunfos (2007-2013)

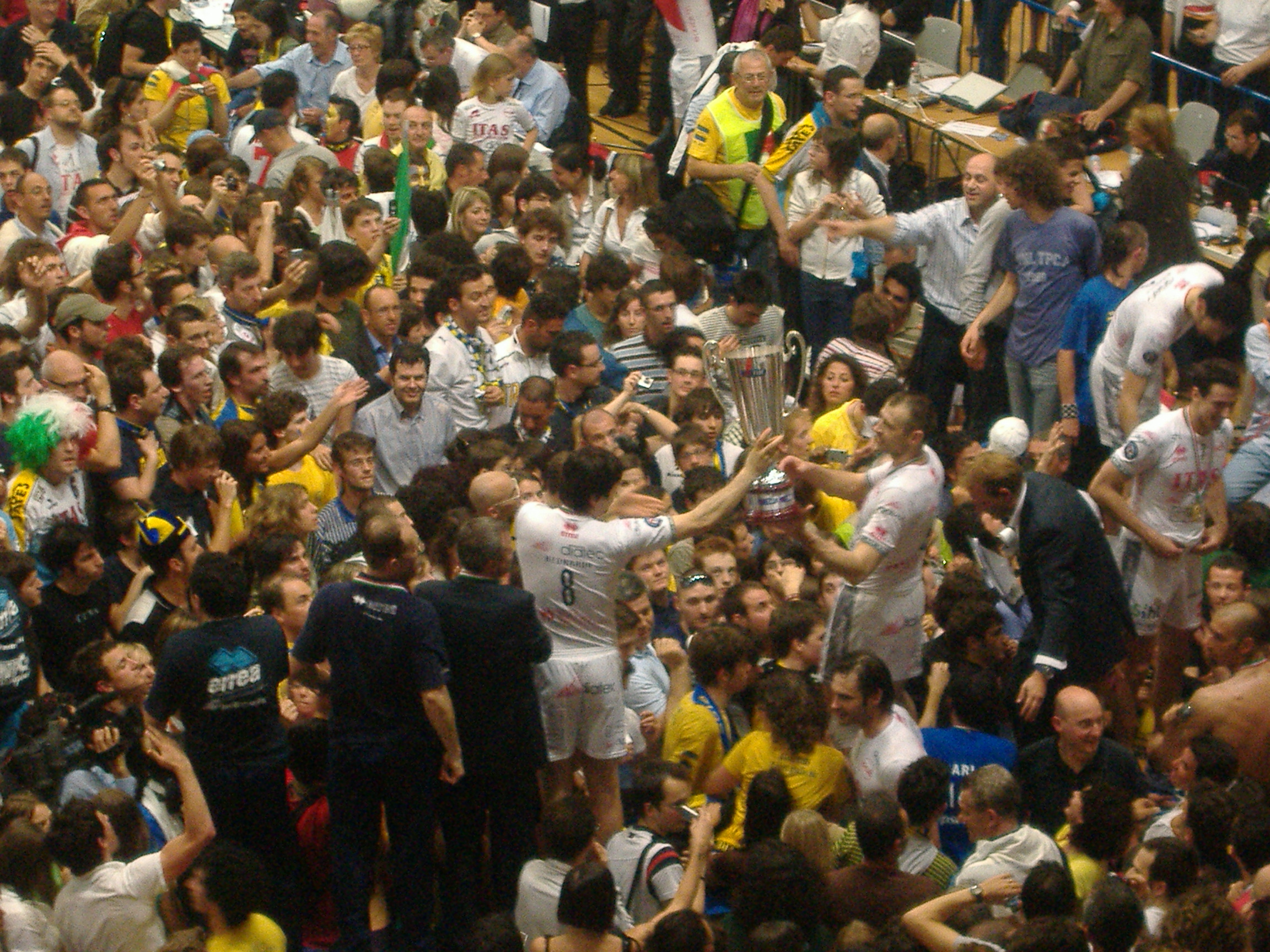
Jugadores y aficionados festejan en el campo de juego del PalaTrento el primer campeonato de la historia del Trentino Volley, tras ganar al Volley Piacenza por 3-0 el 7 de mayo de 2008.

En verano del año 2007 llegó al mando del equipo el técnico búlgaro Radostin Stoytchev, procedente de la Dinamo Moscú donde trabajaba como entrenador en segunda y que tenía solo dos años de experiencia previa como entrenador principal. El equipo se renovó y fichó a jugadores de talla internacional como el colocador serbio Nikola Grbic, campeón olímpico en los Juegos Olímpicos de Sídney 2000 con la selección yugoslava, y el opuesto búlgaro Vladimir Nikolov, MVP y campeón de la Liga de Campeones 2004-05. Sobre todo se fichó al receptor/atacante búlgaro de 22 años Matej Kazijski procedente de la Dinamo Moscú y nombrado mejor jugador de Europa de 2006 por parte della CEV. La temporada 2007-08 empezó con una derrota en la primera fecha de la liga, pero terminó de manera triunfal: los de Stoytchev acabaron en primera posición la temporada regular y en los playoff vencieron al M.Roma Volley en cuartos (2-0) y al Pallavolo Modena (2-0) en semifinales. El oponente en la serie final por el título fue el Pallavolo Piacenza; tras vencer el primer partido por 3-0 y perder el segundo en Piacenza por 2-3, el 7 de mayo de 2008 ganó el partido decisivo por 3-0 en el PalaTrento y se proclamó campeón de Italia por primera vez en su historia.
La victoria del título italiano garantizó al conjunto trentino su primera participación en la Liga de Campeones en la temporada 2008-09. El camino fue triunfal, el equipo ganó todos los partidos disputados (12, 8 por 3-0) y el 5 de abril de 2009 se coronó campeón de Europa derrotando los griegos de Iraklis Salónica por 3-0 en la Final Four disputada en Praga. En la liga italiana llegó nuevamente hasta la final de los playoff y otra vez se enfrentó al Pallavolo Piacenza, todavía no logró revalidar el título nacional siendo derrotado por 2-3 en la serie tras cinco partidos muy igualados.
En la temporada 2009-10 el armador Nikola Grbic se marchó al PV Cuneo y fue remplazado por el brasileño Raphael procedente del Tonno Callipo Vibo Valentia. En lugar del polaco Michał Winiarski, regresado en su patria al Skra Belchatow, fue contratado el cubano Osmany Juantorena quien regresaba en los campos de juegos tras la inhibición de tres años por un caso de dopaje. El nuevo equipo revalidó título en la Liga de Campeones frente a los rusos de VK Dinamo Moscú (3-0 en la final)
y también consiguió su primer Mundial de Clubes derrotando en la final los polacos de Skra Bełchatów por 3-0. La pareja de atacantes formada por Kazijski y Juntarena se convierte en una de las más valiosas del voleibol mundial: el búlgaro fue nombrado MVP del Mundial de Clubes en noviembre y el cubano recibió el premio de mejor jugador de la Liga de Campeones en mayo. En ámbito nacional ganó su primera Copa de Italia pero fue derrotada en la final de los playoff, 1-3 ante el PV Cuneo, en la primera final de la historia de la Liga italiana disputada en partido único.

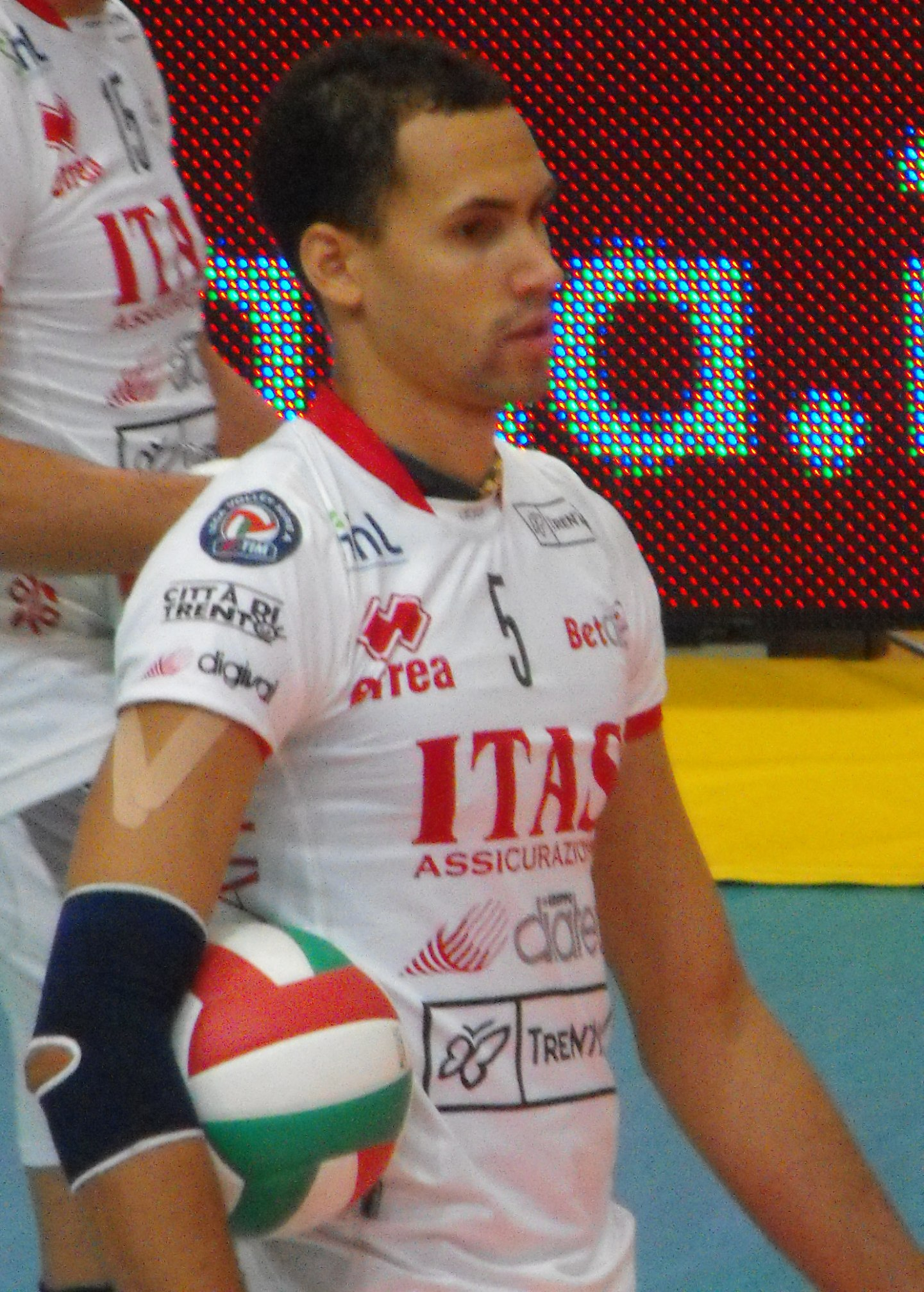
Osmany Juantorena, una de las estrellas del equipo entre 2009 y 2013.

El Trentino Volley pasó a la historia en la temporada 2010-11. Con la incorporación del checo Jan Štokr como opuesto en lugar del brasileño Vissotto, el 21 de diciembre de 2010 el equipo ganó su segundo Mundial de Clubes, superando nuevamente el Skra Bełchatów (3-1) y se convirtió en el primer club en repetir el título mundial.
Entre el 26 y el 27 de marzo organizó la Final Four de la Liga de Campeones en Bolzano donde ganó por 3-1 a los rusos de VK Zenit Kazán y levantó su tercera copa consecutiva. Tras haber terminado la temporada regular de la Serie A1 con veinticinco victorias y solamente una derrota, el 15 de mayo de 2011 en el PalaLottomatica de Roma el Trentino Volley derrotó por 3-0 el PV Cuneo en la final y conquistó su segundo scudetto. De esta forma fue el primer equipo en la historia del voleibol en proclamarse campeón nacional, continental y mundial en el mismo año.
En la temporada 2011-12 el equipo rozó el triplete nacional: en noviembre ganó su primera Supercopa de Italia, 3-1 al PV Cuneo, en febrero su segunda Copa de Italia, 3-2 al Lube Macerata, y en mayo llegó nuevamente hasta la final de los playoff donde fue derrotado por el mismo Lube Macerata por 2-3. En los torneos internacionales el Trentino cayó en semifinales de la Liga de Campeones frente al VK Zenit Kazán (1-3), pero consiguió revalidar su título mundial derrotando el Jastrzębski Węgiel por 3-1 en la final. Con su tercer triunfo en el torneo el conjunto italiano se convirtió en el club más titulado de la competición y también en el primero en conseguir tres campeonatos en seguida.
En la sexta temporada con Stoytchev en el banquillo, la de 2012-13, Trentino mantuvo el bloque del año anterior y tuvo otro curso exitoso: pese a la eliminación en los octavos de la Liga de Campeones por mano del Dinamo Moscú, el 24 de octubre de 2012 el equipo agrandó su leyenda ganando el cuarto Mundial de Clubes seguido al vencer a los brasileños de Sada Cruzeiro por 3-0. En ámbito nacional consiguió el doblete campeonato-copa al derrotar el Lube Macerata en la final de Copa Italia (3-2) y el Pallavolo Piacenza en la serie de las finales de playoff de la Liga (3-2).
Gracias a los resultados conseguidos y a la calidad de sus jugadores, el Trentino Volley fue considerado por parte de técnicos, jugadores y periodistas el mejor equipo del mundo en este periodo. Esta condición fue subrayada por el apodo «el Barça del voleibol» en relación con las actuaciones del FC Barcelona de fútbol en los mismos años.
| Alineación 2007-08 Nikolov Jeroncic Kazijski Winiarski Birarelli Grbić Bari (L) Ent. Stoytchev |

| Alineación 2008-09 Vissotto Riad Kazijski Winiarski Birarelli Grbić Bari (L) Ent. Stoytchev |

| Alineación 2009-10 Vissotto Sala Kazijski Juantorena Birarelli Raphael Bari (L) Ent. Stoytchev |

| Alineación 2010-11 Štokr Sala Kazijski Juantorena Birarelli Raphael Bari (L) Ent. Stoytchev |

| Alineación 2011-12 Štokr Djuric Kazijski Juantorena Birarelli Raphael Bari (L) Ent. Stoytchev |

| Alineación 2012-13 Štokr Djuric Kazijski Juantorena Birarelli Raphael Bari (L) Ent. Stoytchev |

### El nuevo curso (2013-2017)
Pese a los éxitos conseguidos, en la temporada 2013-14 el equipo se quedó sin patrocinadores: el propio presidente del club, Diego Mosna, anunció que el presupuesto del club pasó a ser inferior a los cuatro millones de euros, cuando en años anteriores alcanzaba los seis millones. Otras fuentes, en cambio, afirmaron que el recorte fue hasta los dos millones.
El entrenador Stoytchev y los mejores jugadores, incluido el dúo estrella formado por Juantorena y el capitán Kazijski, dejaron el equipo fichando por el Halkbank Ankara de Turquía como cedidos. El segundo entrenador Roberto Serniotti fue nombrado nuevo entrenador del equipo trentino.
En el mercado de verano llegaron jóvenes talentos como el central argentino Sebastián Solé y al mismo tiempo Emanuele Birarelli fue nombrado nuevo capitán del equipo.
La temporada 2013-14 estuvo llena de altibajos. En el primer partido del nuevo curso el equipo ganó su segunda Supercopa de Italia ganando a Macerata por 3-0 y de esa forma el conjunto trentino sumó su séptima temporada seguida ganando al menos un título. Participó por quinta vez en el Campeonato Mundial de Clubes pero no pudo revalidar título, siendo derrotada en semifinal por los rusos de VKL Novosibirsk, y se llevó el bronce ganando por 3-1 a los argentinos de UPCN Vóley.
La segunda parte de la temporada fue sin éxitos: el equipo cayó en semifinales de la Copa Italia frente al Volley Piacenza y en cuartos de la Liga de Campeones por mano de Belogori'e Bélgorod. Terminó la temporada regular en cuarto lugar calificándose por los playoff donde fue derrotado en la primera ronda por el Pallavolo Modena (0-2).
En mayo de 2014 el equipo participó por sexta vez en seguida en el Campeonato Mundial de Clubes por medio de una wild card pero no consiguió pasar de la liguilla concluyendo la competición en quinto lugar.
En la temporada 2014-15 se registraron operaciones importantes: en julio el club anunció los regresos del entrenador Radostin Stoytchev y de Matej Kazijski. Además acudió al primer equipo el joven armador Simone Giannelli procedente del equipo juvenil. El nuevo equipo llegó hasta la final de todas las competiciones disputadas: tras perder las de Copa Italia (1-3 frente al Pallavolo Modena) y de Copa CEV (derrota en el set de desempate en la doble final frente al VK Dinamo Moscú), el 13 de mayo de 2015 ganó su cuarto scudetto derrotando en cuatro partidos el mismo Pallavolo Modena.
En verano de 2015 Emanuele Birarelli, el jugador con más partidos en la historia del club, y Matej Kazijski, el máximo anotador, dejaron el club siendo remplazados por el belga Simon Van de Voorde y el esloveno Tine Urnaut ambos procedentes del Top Volley Latina. Filippo Lanza fue nombrado nuevo capitán del equipo y Simone Giannelli se convirtió en el armador titular con tan solo 19 años; en la primera parte de la temporada el Trentino Volley fue derrotado en las finales de la Supercopa (2-3) y de la Copa de Italia (0-3) por el Pallavolo Modena. En Europa llegó inesperadamente hasta la Final Four de la Liga de Campeones disputada en Cracovia entre el 16 y el 17 de abril de 2016 tras derrotar a los rusos del Belogori'e Bélgorod en los Playoff 6. En la semifinal entre equipos italianos venció por 3-0 a los favoritos del Lube Civitanova y en la gran final fue derrotada por los reinantes campeones del VK Zenit Kazán (2-3) en una batalla de más de dos horas. Terminó la temporada regular de la Liga en la tercera posición y tras derrotar al Pallavolo Molfetta en cuartos (3-2 en la serie) llegó hasta las semifinales de los playoff. Por la tercera vez en la temporada se enfrentó al Pallavolo Modena y nuevamente fue derrotada (1-3 en la serie); por primera vez en nueve años el Trentino Volley acabó la temporada sin ganar títulos y Radostin Stoytchev no llegó hasta la final de los playoff.

### La "Era Lorenzetti" (2017-2023)
En la temporada 2016-17 Rado Stoytchev dejó el banquillo del club tras 319 victorias en 389 partidos (82%) y 15 títulos ganados. Fue remplazado por el italiano Angelo Lorenzetti, campeón de Italia al mando del Pallavolo Modena en 2015-16. En enero de 2017 el equipo consiguió calificarse por su tercera final de Copa Italia consecutiva; esta vez fue derrotado por el Lube Civitanova con el resultado de 3-1. En Europa el equipo llegó hasta la final de la Copa CEV por segunda vez en tres años. Sin embargo fue derrotado por el Tours Volley-Ball francés en la doble final: pese a ganar la ida por 3-0 el conjunto italiano cayó en Francia (1-3) y perdió el set de desempate por 13-15. En mayo el equipo de Lorenzetti llegó hasta la final de los playoff donde fue nuevamamente derrotado en tres partidos (0-3, 2-3, 1-3) por el Lube Civitanova.
Tras una temporada sin luchar por los títulos en verano 2018 el equipo es revolucionado: el capitán Filippo Lanza deja el equipo por el Sir Safety Conad Perugia, llegan el receptor/atacante americano Aaron Russell, el central serbio Srecko Lisinac y sobre todo el líbero francés Jenia Grebennikov. Gracias a los nuevos y liderado por los veteranos Giannelli y Kovacevic el 2 de diciembre de 2018 el Trentino Volley se proclama campeón del mundo por la 5ª vez en su historia, derrotando por 3-1 al Lube Volley en la final entre equipos de Italia.
En marzo de 2019 llega hasta la final de la Copa CEV por tercera vez en cinco años donde se enfrenta al Galatasaray de Turquía. Tras las derrotas en 2015 y 2017 consigue por fin su primer título en la competición venciendo 3-0 en Trento y 3-2 en Estambul.
En la temporada 2020/21 la junta deportiva monta un equipo con el objetivo de interrumpir la egemonia de Lube y Perugia en las competiciones italianas: Trento ficha estrellas como el central serbio Marko Podrascanin, el receptor/atacante brasileño Ricardo Lucarelli y el opuesto holandés Nimir Abdel-Aziz uno de los máximos anotadores de las últimas dos temporadas. Además llegan al equipo Dick Kooy y el líbero veterano Salvatore Rossini en un intercambio con Modena donde se marcha el francés Grebennikov. Los esfuerzos no son suficientes por triunfar en las tres competiciones nacionales: el equipo de Lorenzetti es eliminado en semifinal de Supercopa y de los playoff por la Lube y en Copa por Perugia. En Europa los trentinos llegan hasta la fina de la Liga de Campeones tras eliminar la misma Perugia en semifinal, sin embargo caen antes los polacos del ZAKSA Kędzierzyn-Koźle por 3-1. La falta de éxitos se tramuta en otra revolución en la temporada 2021/21 con las marchas de Lucarelli, Abdel-Aziz, Rossini y sobre todo del capitán Simone Giannelli fichado por Perugia. El joven canterano Alessandro Michieletto y la promesa Daniele Lavia procedente de Modena son los nuevos atacantes junto a la leyenda Matey Kaziyski en su tercera etapa en Trento. El armador llamado a remplazar Giannelli es el talentoso Riccardo Sbertoli, el alemán Julian Zenger es el nuevo líbero. La temporada empieza con la victoria en la Supercopa de Italia frente a Monza y termina con otra final de Liga de Campeones donde los dolomíticos son nuevamente derrotado por el Zaksa polaco.
En verano de 2023 llega al equipo el joven líbero Gabriele Laurenzano de 19 años, pieza fundamental en la temporada del rescate por los trentinos y el mismo Lorenzetti. Tras las derrotas en la final de la Copa de Italia frente al Piacenza de Leal y Simon y la en el Mundial del Clubes por mano de Perugia, el conjunto trentino se proclama campeón de Italia por quinta vez en su historia al ganar el Lube Civitanova por 3-2 en la serie final de los playoff.

### Reconquista de Europa (2024-)
Al final de la temporada Lorenzetti deja el club rumbo a Perugia y es remplazado por el emergente Fabio Soli entrenador del Top Volley Cisterna en la temporada 2022-23.
El gran capitán Matey Kaziyski y Srecko Lisinac abandonan el equipo dejando hueco por las incorporaciones del opuesto Kamil Rychlicki y del central esloveno Jan Kozamernik, este último de regreso en Trento después de cinco temporadas.

El Trentino Volley termina la temporada regular en primer puesto todavía la lesión del armador Sbertoli en febrero perjudica el camino en los playoff, terminados con la eliminación en semifinales por mano del Vero Volley Monza.

En la Liga de Campeones el equipo sigue con paso firme pese a las bajas: las victorias sobre el SSC Berlín en cuartos y los rivales de la Lube Civitanova en semifinales regalan la tercera final en las últimas cuatro temporadas. El 5 de mayo de 2024 en Antalya los hombres de Soli aplastan el Jastrzębski Węgiel de Polonia con un contundente 3-0 conquistando su cuarta corona europea.

## Trayectoria
Datos actualizados al final de la temporada 2024-25
| Temporada | Torneos nacionales | Torneos nacionales | Torneos nacionales | Torneos nacionales | Torneos europeos | Torneos europeos | Torneos europeos | Torneos mundiales       |
| --------- | ------------------ | ------------------ | ------------------ | ------------------ | ---------------- | ---------------- | ---------------- | ----------------------- |
| Temporada | Campeonato         | Campeonato         | Copa               | Supercopa          | Champions        | Copa CEV         | Challenge        | Mundial de clubes       |
| Temporada | Liga               | Playoff            | Copa               | Supercopa          | Champions        | Copa CEV         | Challenge        | Mundial de clubes       |
| 2000-01   | 9°                 | —                  | Cuartos            | —                  | —                | —                | —                | No se disputó           |
| 2001-02   | 10°                | —                  | Semifinales        | —                  | —                | —                | —                | No se disputó           |
| 2002-03   | 7°                 | Cuartos            | Cuartos            | —                  | —                | —                | —                | No se disputó           |
| 2003-04   | 1°                 | Cuartos            | Cuartos            | —                  | —                | —                | —                | No se disputó           |
| 2004-05   | 8°                 | Cuartos            | Cuartos            | —                  | —                | 2° turno         | Octavos          | No se disputó           |
| 2005-06   | 6°                 | Semifinales        | Semifinales        | —                  | —                | —                | —                | No se disputó           |
| 2006-07   | 8°                 | Cuartos            | —                  | —                  | —                | —                | —                | No se disputó           |
| 2007-08   | 1°                 | Campeón (1)        | Cuartos            | —                  | —                | —                | —                | No se disputó           |
| 2008-09   | 2°                 | Subcampeón         | Cuartos            | Subcampeón         | Campeón (1)      | —                | —                | No se disputó           |
| 2009-10   | 1°                 | Subcampeón         | Campeón (1)        | —                  | Campeón (2)      | —                | —                | Campeón (1)             |
| 2010-11   | 1°                 | Campeón (2)        | Subcampeón         | Subcampeón         | Campeón (3)      | —                | —                | Campeón (2)             |
| 2011-12   | 1°                 | Subcampeón         | Campeón (2)        | Campeón (1)        | Tercer lugar     | —                | —                | Campeón (3)             |
| 2012-13   | 1°                 | Campeón (3)        | Campeón (3)        | Subcampeón         | Playoff 12       | —                | —                | Campeón (4)             |
| 2013-14   | 4°                 | Cuartos            | Semifinales        | Campeón (2)        | Playoff 6        | —                | —                | Tercer lugar y 5° lugar |
| 2014-15   | 1°                 | Campeón (4)        | Subcampeón         | —                  | —                | Subcampeón       | —                | —                       |
| 2015-16   | 3°                 | Semifinales        | Subcampeón         | Subcampeón         | Subcampeón       | —                | —                | —                       |
| 2016-17   | 2°                 | Subcampeón         | Subcampeón         | 4° lugar           | —                | Subcampeón       | —                | Tercer lugar            |
| 2017-18   | 4°                 | Semifinales        | Semifinales        | 4° lugar           | Playoff 6        | —                | —                | —                       |
| 2018-19   | 2°                 | Semifinales        | Semifinales        | Subcampeón         | —                | Campeón (1)      | —                | Campeón (5)             |
| 2019-20   | 4°                 | no se disputó      | Semifinales        | Semifinales        | Cuartos          | —                | —                | —                       |
| 2020-21   | 3°                 | Semifinales        | Semifinales        | Semifinales        | Subcampeón       | —                | —                | —                       |
| 2021-22   | 3°                 | Semifinales        | Subcampeón         | Campeón (3)        | Subcampeón       | —                | —                | Tercer lugar            |
| 2022-23   | 2°                 | Campeón (5)        | Subcampeón         | Semifinales        | Cuartos          | —                | —                | Subcampeón              |
| 2023-24   | 1°                 | Semifinales        | Semifinales        | Semifinales        | Campeón (4)      | —                | —                | —                       |
| 2024-25   | 1°                 | Campeón (6)        | Semifinales        | Subcampeón         | —                | Semifinales      | —                | Subcampeón              |

## Denominaciones
A lo largo de su historia el club ha participado en las competiciones bajo diferentes denominaciones por motivos de patrocinios. El grupo Diatec (fabricación de papel) del mismo presidente del club Diego Mosna ha patrocinado el equipo desde la fundación; otro patrocinador de importancia fue la compañía de seguros ITAS.
| Torneos nacionales - ITAS Gruppo Diatec Trentino (2000-01) - ITAS Diatec Trentino (2001-02) - ITAS Grundig Trentino (2002-03) - ITAS Diatec Trentino (2003-13) - Diatec Trentino (2013-14) - Energy T.I. Diatec Trentino (2014-15) - Diatec Trentino (2015-18) - Itas Trentino (2018-) | Torneos europeos - ITAS Diatec Trentino (2004-05) - Trentino Volley (2008-09) - Trentino BetClic (2009-11) - Trentino Planetwin365 (2011-12) - Trentino Diatec (2012-14) - Energy T.I. Diatec Trentino (2014-15) - Diatec Trentino (2015-18) - Trentino Itas (2018-) | Torneos mundiales - Trentino BetClic (2009 y 2010) - Trentino Diatec (2011, 2012, 2013, 2014 y 2016) - Trentino Volley (2018) |

## Equipación
Los colores oficiales del club son el blanco y el rojo y aparecen en los uniformes actuales.
El blanco y el rojo han sido los colores dominantes en el uniforme titular desde la fundación del equipo; en las primeras temporadas también estaban detalles de colores gris en el cuerpo que desaparecieron de forma definitiva a partir de 2009.
En el uniforme alternativo de las primeras tres temporadas resaltaban el amarillo y el azul, los de la bandera de la ciudad de Trento y pese al breve uso de la camiseta estos dos colores siguen siendo los oficiales de los aficionados del Trentino Volley. Los mismos medios oficiales del club, además de la prensa nacional, llaman con frecuencia a los jugadores de sus equipos los gialloblu. Entre 2003 y 2009 el gris, presente en detalles en el uniforme titular, fue el color dominante del uniforme alternativo. A partir de la temporada 2016-17 el club elige nuevamente el azul y el amarillo por el uniforme alternativo.
El uniforme del líbero, al igual que la del guardameta en el fútbol, tiene que ser distinto de los demás jugadores. En las primeras temporadas fue azul y amarillo, azul entre 2006 y 2008, negra entre 2009 y 2013.
En ocasión de las participaciones en el mundial de clubes los jugadores del Trentino Volley lucieron un uniforme especial: totalmente rojo en la edición de 2009 y con detalles de los colores arco iris en las cuatro siguientes, símbolos de los campeones del mundo. 
Por la misma razón en las temporadas 2010-11, 2011-12, 2012-13 y 2013-14 los colores arco iris aparecieron también en lo brazos y en el cuello de los uniformes titular y alternativo.

### Evolución uniforme
Leyenda: (T) titular; (A) alternativo; (L) líbero; (M) mundial de clubes
Titular y alternativo
| 2000-2003 (T) | 2001-2002 (T) | 2003-2009 (T) | 2009-2017 (T) | 2017-actual (T) |

| 2000-2003 (A) | 2003-2009 (A) | 2009-2016 (A) | 2016-actual (A) |

Libero y Mundial de clubes
| 2000-2006 (L) | 2006-2008 (L) | 2008-2013 (L) | 2013-actual (L) |

| Titular (M) |  | Libero (M) |

## Símbolos

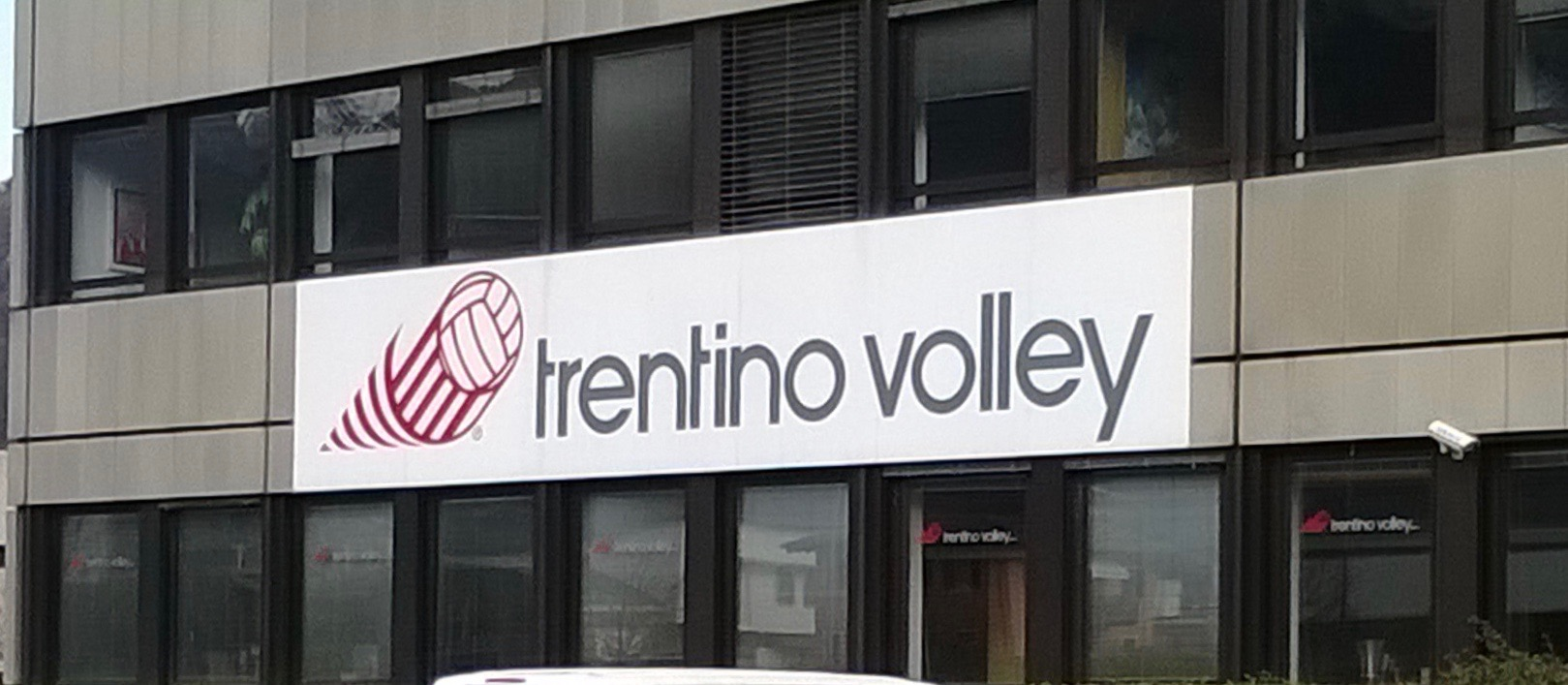
Logo en la sede de la Trentino Volley

El logo del club es un balón de voleibol rojo que acaba de rebotar seguido por seis líneas rojas y es inspirado al logotipo del Diatec Group, patrocinador principal y sociedad fundada por el mismo presidente del Trentino Volley Diego Mosna.
Uno de los símbolos del club es el águila, ave que aparece en la bandera de la ciudad de Trento, así como en las de la Provincia autónoma de Trento y de la región de Trentino-Alto Adigio. Es un símbolo común a la mayoría de los clubes deportivos de Trento, sobre todo el Aquila Basket de baloncesto y el AC Trento de fútbol. El Trentino Volley utilizó el águila como mascota y en el uniforme y los aficionados lo han adoptado como símbolo principal.

## Instalaciones
El equipo juega sus partidos en el PalaTrento, pabellón polideportivo de 4300 puestos localizado en la zona sur de la ciudad de Trento. El mismo PalaTrento fue inaugurado con el primer partido de la historia del club como local el 22 de octubre de 2000; en la ocasión el equipo logró la victoria por 3-2 sobre el Pallavolo Padova frente a 2651 espectadores.
En la época de los triunfos (2007-2013) el equipo recibía una media de 3400 espectadores y pese a la reducción de la plantilla la afluencia se ha mantenido por encima de los 3000.
En la temporada 2010-11 el club obtuvo la organización de la Final Four de la Liga de Campeones (26 y 27 de marzo de 2011) pero eligió el PalaOnda de Bolzano, 60 km al norte de Trento, en lugar del PalaTrento debido a la mayor capacidad de la estructura (7200 puestos).
El Trentino Volley comparte el pabellón con el Aquila Basket Trento, el club de baloncesto de la ciudad que también milita en la primera división nacional.

## Afición

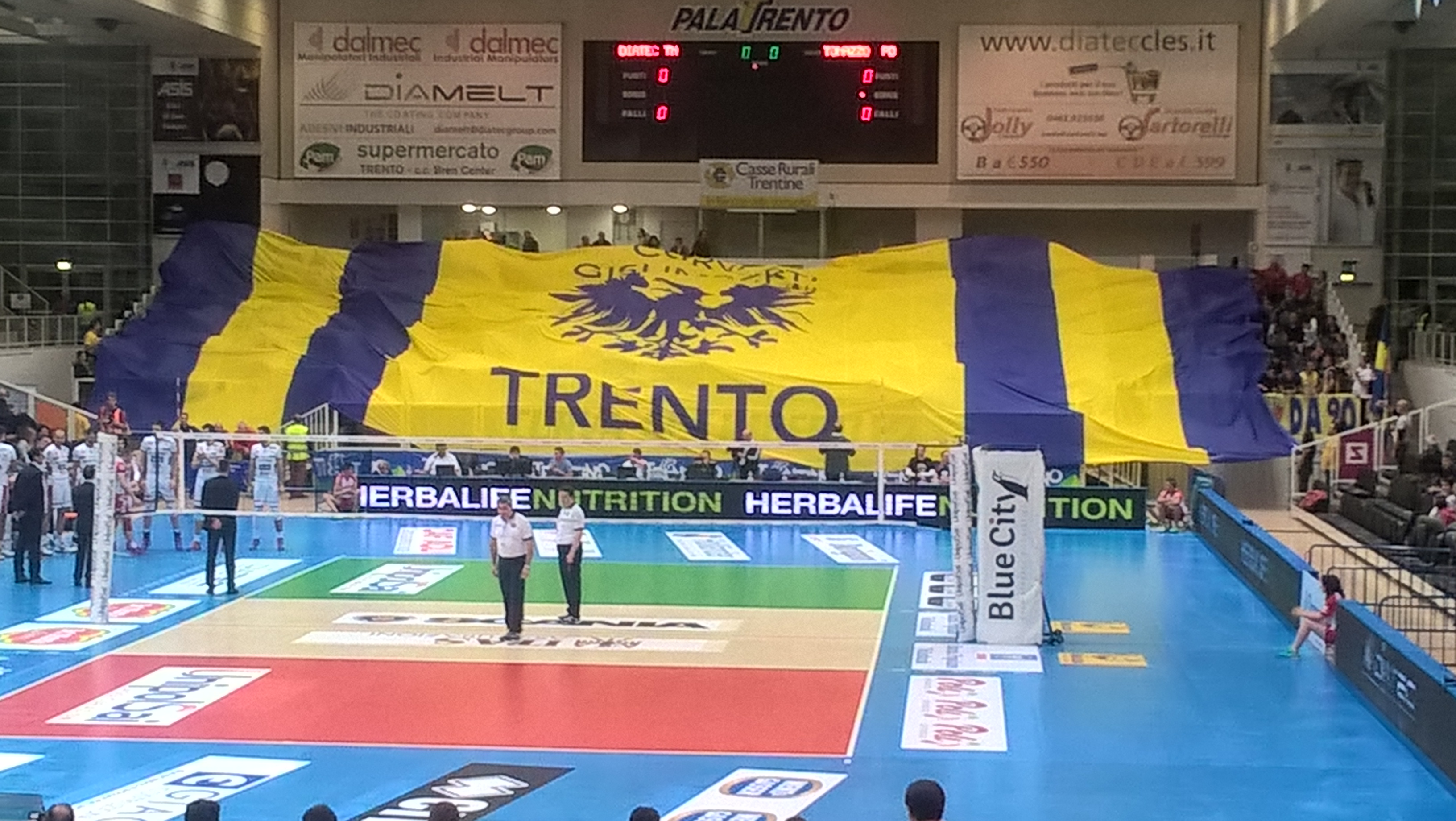
El águila en la curva Gislimberti antes del partido Trentino Volley - Pallavolo Padova en la temporada 2015-16.

El público del PalaTrento es considerado uno de los más ruidosos y correctos de Italia: en siete ocasiones ha ganado el premio Jimmy George, entregado por la Lega Volley a la afición más correcta de la Serie A1, la última en la temporada 2014-2015.
En los primeros años existían dos grupos principales de hinchas llamados Fans Club Cuore Giallo Blu y VolleyFollia que se fusionaron en la Curva Gislimberti a partir de la temporada 2011-2012. El nombre del nuevo grupo es un homenaje a Paolo Gislimberti, entrenador de voleibol local fallecido durante el Gran Premio de Italia de Fórmula 1 de 2000 donde estaba trabajando como bombero voluntario.
Se mantienen rivalidades con los aficionados del Blu Volley Verona y del Pallavolo Modena debido a la relativa cercanía entre las ciudades y con los del PV Cuneo y del Pallavolo Piacenza por los cruces en las finales de los Playoff y de la Copa de Italia. El partido que enfrenta Trento y Verona es llamado Derby dell'Adige, en cuanto ambas ciudades son atravesadas por el río Adigio. Los encuentros con Modena alimentan el Derby dell'A22, siendo las dos ciudades en el trazado de la Autostrada A22; es el rival que más veces se ha enfrentado al Trentino Volley, 62 al final de la temporada 2015-16 con un balance de 36 victorias y 26 derrotas en favor de los trentinos.

## Plantilla

### Jugadores y cuerpo técnico
| Jugadores | Jugadores             | Jugadores              | Jugadores | Jugadores         | Equipo Técnico | Equipo Técnico |
| --------- | --------------------- | ---------------------- | --------- | ----------------- | --- | -------------- |
| N.º       | Nac.                  | Nombre                 | Edad      | Posición          | Equipo Técnico | Equipo Técnico |
| 1         | Bandera de Italia     | Gabriele Nelli         | 32 años   | Opuesto           | Entrenador Fabio Soli Segundo entrenador Adriano Di Pinto Team mánager Riccardo Michieletto Preparado físico Lorenzo Barbieri Fisioterapeuta Luca Pirani Scoutman Fabio Dalla Fina Leyenda Capitán |                |
| 3         | Bandera de Bélgica    | Wout D'Heer            | 24 años   | Central           | Entrenador Fabio Soli Segundo entrenador Adriano Di Pinto Team mánager Riccardo Michieletto Preparado físico Lorenzo Barbieri Fisioterapeuta Luca Pirani Scoutman Fabio Dalla Fina Leyenda Capitán |                |
| 4         | Bandera de Eslovenia  | Jan Kozamernik         | 29 años   | Central           | Entrenador Fabio Soli Segundo entrenador Adriano Di Pinto Team mánager Riccardo Michieletto Preparado físico Lorenzo Barbieri Fisioterapeuta Luca Pirani Scoutman Fabio Dalla Fina Leyenda Capitán |                |
| 5         | Bandera de Italia     | Alessandro Michieletto | 23 años   | Receptor/atacante | Entrenador Fabio Soli Segundo entrenador Adriano Di Pinto Team mánager Riccardo Michieletto Preparado físico Lorenzo Barbieri Fisioterapeuta Luca Pirani Scoutman Fabio Dalla Fina Leyenda Capitán |                |
| 6         | Bandera de Italia     | Riccardo Sbertoli      | 26 años   | Armador           | Entrenador Fabio Soli Segundo entrenador Adriano Di Pinto Team mánager Riccardo Michieletto Preparado físico Lorenzo Barbieri Fisioterapeuta Luca Pirani Scoutman Fabio Dalla Fina Leyenda Capitán |                |
| 7         | Bandera de Italia     | Oreste Cavuto          | 28 años   | Receptor/atacante | Entrenador Fabio Soli Segundo entrenador Adriano Di Pinto Team mánager Riccardo Michieletto Preparado físico Lorenzo Barbieri Fisioterapeuta Luca Pirani Scoutman Fabio Dalla Fina Leyenda Capitán |                |
| 8         | Bandera de Italia     | Pace                   | 24 años   | Líbero            | Entrenador Fabio Soli Segundo entrenador Adriano Di Pinto Team mánager Riccardo Michieletto Preparado físico Lorenzo Barbieri Fisioterapeuta Luca Pirani Scoutman Fabio Dalla Fina Leyenda Capitán |                |
| 10        | Bandera de Italia     | Martin Berger          | 22 años   | Central           | Entrenador Fabio Soli Segundo entrenador Adriano Di Pinto Team mánager Riccardo Michieletto Preparado físico Lorenzo Barbieri Fisioterapeuta Luca Pirani Scoutman Fabio Dalla Fina Leyenda Capitán |                |
| 11        | Bandera de Luxemburgo | Kamil Rychlicki        | 28 años   | Opuesto           | Entrenador Fabio Soli Segundo entrenador Adriano Di Pinto Team mánager Riccardo Michieletto Preparado físico Lorenzo Barbieri Fisioterapeuta Luca Pirani Scoutman Fabio Dalla Fina Leyenda Capitán |                |
| 12        | Bandera de Italia     | Giulio Magalini        | 23 años   | Receptor/atacante | Entrenador Fabio Soli Segundo entrenador Adriano Di Pinto Team mánager Riccardo Michieletto Preparado físico Lorenzo Barbieri Fisioterapeuta Luca Pirani Scoutman Fabio Dalla Fina Leyenda Capitán |                |
| 13        | Bandera de Italia     | Gabriele Laurenzano    | 21 años   | Líbero            | Entrenador Fabio Soli Segundo entrenador Adriano Di Pinto Team mánager Riccardo Michieletto Preparado físico Lorenzo Barbieri Fisioterapeuta Luca Pirani Scoutman Fabio Dalla Fina Leyenda Capitán |                |
| 15        | Bandera de Italia     | Daniele Lavia          | 25 años   | Receptor/atacante | Entrenador Fabio Soli Segundo entrenador Adriano Di Pinto Team mánager Riccardo Michieletto Preparado físico Lorenzo Barbieri Fisioterapeuta Luca Pirani Scoutman Fabio Dalla Fina Leyenda Capitán |                |
| 18        | Bandera de Serbia     | Marko Podrascanin      | 37 años   | Central           | Entrenador Fabio Soli Segundo entrenador Adriano Di Pinto Team mánager Riccardo Michieletto Preparado físico Lorenzo Barbieri Fisioterapeuta Luca Pirani Scoutman Fabio Dalla Fina Leyenda Capitán |                |
| 24        | Bandera de Italia     | Alessandro Acquarone   | 25 años   | Armador           | Entrenador Fabio Soli Segundo entrenador Adriano Di Pinto Team mánager Riccardo Michieletto Preparado físico Lorenzo Barbieri Fisioterapeuta Luca Pirani Scoutman Fabio Dalla Fina Leyenda Capitán |                |

| Alineación 2023-24 Rychlicki Kozamernik Lavia Michieletto Podrascanin Sbertoli Laurenzano (L) Ent. Soli |

### Jugadores destacados
En negrita los incluidos en el Volleyball Hall of Fame.
| - Juan Carlos Cuminetti (2005-06) - André Heller (2004-07) - Ricardo Lucarelli (2020/21) - André Nascimento (2005-07) - Raphael Vieira de Oliveira (2009-13) - Leandro Vissotto (2008-10) | - Matej Kazijski (2007-13, 2014-16 y 2021-23) - Vladimir Nikolov (2007-08) - Tsvetan Sokolov (2009-12 y 2013-14) - Osmany Juantorena (2009-13) - Jan Štokr (2010-13) - Jenia Grebennikov (2018-20) | - Mitar Djuric (2011-13, 2014-16 y 2019-20) - Andrea Bari (2005-13) - Lorenzo Bernardi (2002-04) - Emanuele Birarelli (2007-2015) - Massimo Colaci (2010-2017) - Simone Giannelli (2013-21) | - Leondino Giombini (2000-02) - Filippo Lanza (2011-18) - Marco Meoni (2005-07) - Andrea Sala (2001-03 y 2009-11) - Andrea Sartoretti (2002-05) - Cristian Savani (2004-06) | - Paolo Tofoli (2001-05) - Nimir Abdel-Aziz (2020-21) - Michał Winiarski (2006-09) - Nikola Grbic (2007-09) - Srecko Lisinac (2018-2023) - Uros Kovacevic (2017-2020) | - Aleksej Kazakov (2002-04) - Igor Shulepov (2002-04) - Ryan Millar (2005-06) - Aaron Russell (2018-20) |

### Entrenadores
Datos actualizados al final de la temporada 2024/25. 

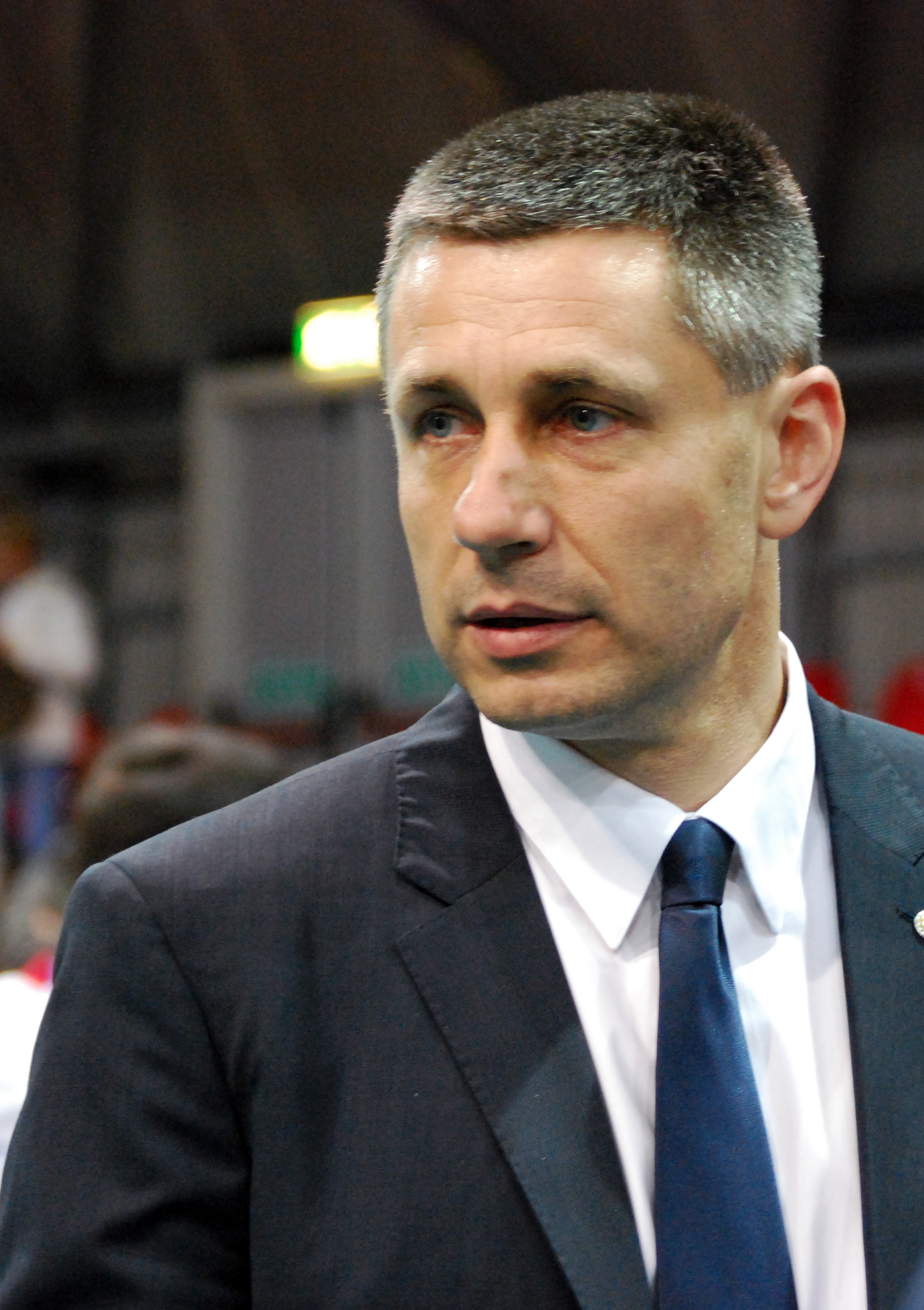
Rado Stoytchev 15 títulos en 8 temporadas.

| Años (temporadas) | Entrenador         | Partidos | PG  | PP  | % Victorias | Títulos Ganados      |
| ----------------- | ------------------ | -------- | --- | --- | ----------- | -------------------- |
| 2000 - 2003 (3)   | Bruno Bagnoli      | 88       | 40  | 48  | 45,5%       |                      |
| 2003 - 2005 (2)   | Silvano Prandi     | 61       | 38  | 23  | 62%         |                      |
| 2005 (1)          | Andrea Burattini   | 10       | 3   | 7   | 30%         |                      |
| 2005 - 2007 (2)   | Radames Lattari    | 64       | 31  | 33  | 48,4%       |                      |
| 2007 - 2013 (6)   | Radostin Stoytchev | 293      | 244 | 49  | 83,2%       | 14 (3x 3x 1x 3x 4x ) |
| 2013 - 2014 (1)   | Roberto Serniotti  | 47       | 29  | 18  | 61,7%       | 1x                   |
| 2014 - 2016 (2)   | Radostin Stoytchev | 96       | 75  | 21  | 78,2%       | 1x                   |
| 2016 - 2023 (7)   | Angelo Lorenzetti  | 337      | 232 | 105 | 64,8%       | 4 (1x 1x )           |
| 2023 - 2025 (2)   | Fabio Soli         | 100      | 77  | 23  | 77,0 %      | 2 (1x , 1x )         |

### Récords individuales
Datos actualizados al final de la temporada 2022/23.

 Nota: En negrita los jugadores actualmente en el equipo

 Leyenda: A armador, C central, R/A receptor/atacante, O opuesto, L líbero

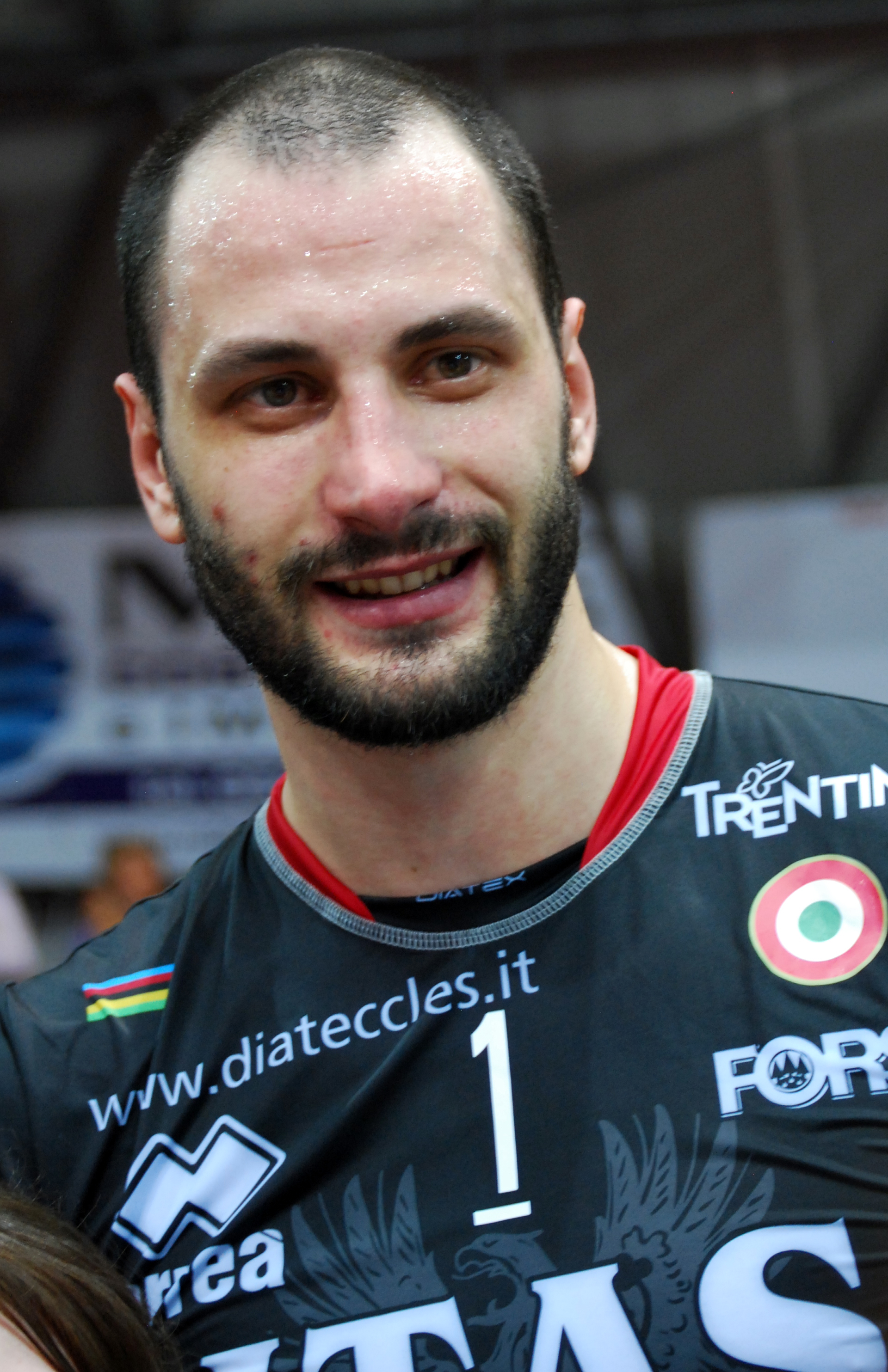
Matej Kazijski leyenda del club. El búlgaro es máximo anotador, líder en partidos y títulos ganados en la historia del Trentino Volley

- Partidos disputados

| Partidos | Jugador            | Posición | Temporadas                        |
| -------- | ------------------ | -------- | --------------------------------- |
| 433      | Matej Kazijski     | R/A      | 2007-2013, 2014-16 y 2021-23 (10) |
| 345      | Emanuele Birarelli | C        | 2007-2015 (8)                     |
| 345      | Massimo Colaci     | L        | 2010-2017 (7)                     |
| 339      | Andrea Bari        | L        | 2005-2013 (8)                     |
| 315      | Simone Giannelli   | A        | 2013-2021 (8)                     |
| 300      | Filippo Lanza      | R/A      | 2011-2018 (7)                     |
| 215      | Dore Della Lunga   | R/A      | 2005-2009 y 2010-2012 (6)         |
| 206      | Srecko Lisinac     | C        | 2018-2023 (5)                     |
| 193      | Osmany Juantorena  | R/A      | 2009-2013 (4)                     |
| 192      | Jan Štokr          | O        | 2010-2013 y 2016-2017 (4)         |
| 191      | Lukas Zygadlo      | A        | 2008-2012 y 2014-2015 (5)         |

- Puntos anotados

| Puntos | Jugador                | Posición | Temporadas                        |
| ------ | ---------------------- | -------- | --------------------------------- |
| 6066   | Matej Kazijski         | R/A      | 2007-2013, 2014-16 y 2021-23 (10) |
| 2887   | Filippo Lanza          | R/A      | 2011-2018 (7)                     |
| 2622   | Osmany Juantorena      | R/A      | 2009-2013 (4)                     |
| 2539   | Emanuele Birarelli     | C        | 2007-2015 (8)                     |
| 2536   | Jan Štokr              | O        | 2010-2013 y 2016-2017 (4)         |
| 1914   | Srecko Lisinac         | C        | 2018-2023 (5)                     |
| 1725   | Alessandro Michieletto | R/A      | 2018-actual (5)                   |
| 1681   | Sebastián Solé         | C        | 2013-2017 (4)                     |
| 1518   | Uros Kovacevic         | R/A      | 2017-2020 (3)                     |
| 1463   | Luca Vettori           | O        | 2017-2020 (3)                     |
| 1430   | Mitar Djuric           | C/O      | 2011-2013, 2014-16, 2019/20 (5)   |
| 1425   | Tsvetan Sokolov        | O        | 2009-2012 y 2013-14 (4)           |

- Títulos ganados

| #  | Jugador            | Temporadas                        | Títulos Ganados |
| -- | ------------------ | --------------------------------- | --------------- |
| 17 | Matej Kazijski     | 2007-2013, 2014-16 y 2021-23 (10) | 5x 3x 2x 3x 4x  |
| 16 | Emanuele Birarelli | 2007-2015 (8)                     | 4x 3x 2x 3x 4x  |
| 14 | Andrea Bari        | 2005-2013 (8)                     | 3x 3x 1x 3x 4x  |
| 12 | Raphael            | 2009-2013 (4)                     | 2x 3x 1x 2x 4x  |
| 12 | Osmany Juantorena  | 2009-2013 (4)                     | 2x 3x 1x 2x 4x  |
| 11 | Lukas Zygadlo      | 2008-2012 y 2014-2015 (5)         | 2x 2x 1x 3x     |
| 11 | Massimo Colaci     | 2010-2017(7)                      | 3x 2x 1x 3x     |
| 10 | Tsvetan Sokolov    | 2009-2012 y 2013-2014 (4)         | 1x 2x 3x        |
| 9  | Jan Štokr          | 2010-2013 y 2016-17 (4)           | 2x 2x 1x 3x     |
| 8  | Dore Della Lunga   | 2005-2009 y 2010-2012 (6)         | 2x 1x 2x        |
| 8  | Filippo Lanza      | 2011-2018 (7)                     | 2x 2x           |

## Presidentes del club

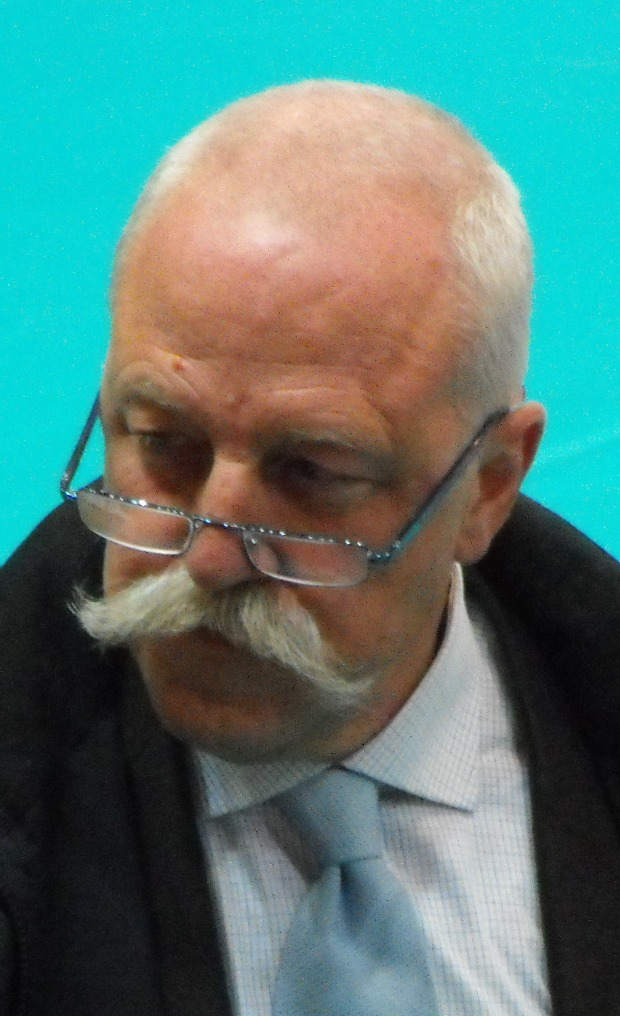
Diego Mosna, presidente del club entre 2000 y 2021.

A partir de la fundación del Trenitno Volley, el 23 de mayo de 2000, el presidente es el empresario Diego Mosna, nacido en la misma ciudad de Trento. 
Por 9 años (2004-09 y 2010-14) Mosna ha sido también el presidente de la Lega Pallavolo Serie A, ente organizador de las competiciones de voleibol en Italia; al final de su cuarto mandato es nombrado Presidente de Honor. 
El 20 de octubre de 2021 Mosna deja el mando del club después de 22 temporadas y 18 títulos; en su lugar la asamblea de socios elige el director deportivo Bruno Da Re. Tras tres temporada y tres títulos el 28 de octubre de 2024 Da Re deja el mando del club a Marcello Poli, empresario destacado en el sector de la distribución alimentaria a gran escala.
Presidentes
| Presidente    | Período (temporadas) | Títulos Ganados | Títulos Ganados   |
| ------------- | -------------------- | --------------- | ----------------- |
| Diego Mosna   | 2000 - 2021 (22)     | 18              | 4x 3x 2x 3x 5x 1x |
| Bruno Da Re   | 2021 - 2024 (3)      | 3               | 1x 1x             |
| Marcello Poli | 2024 - "actual"      | 1               | 1x                |

## Palmarés

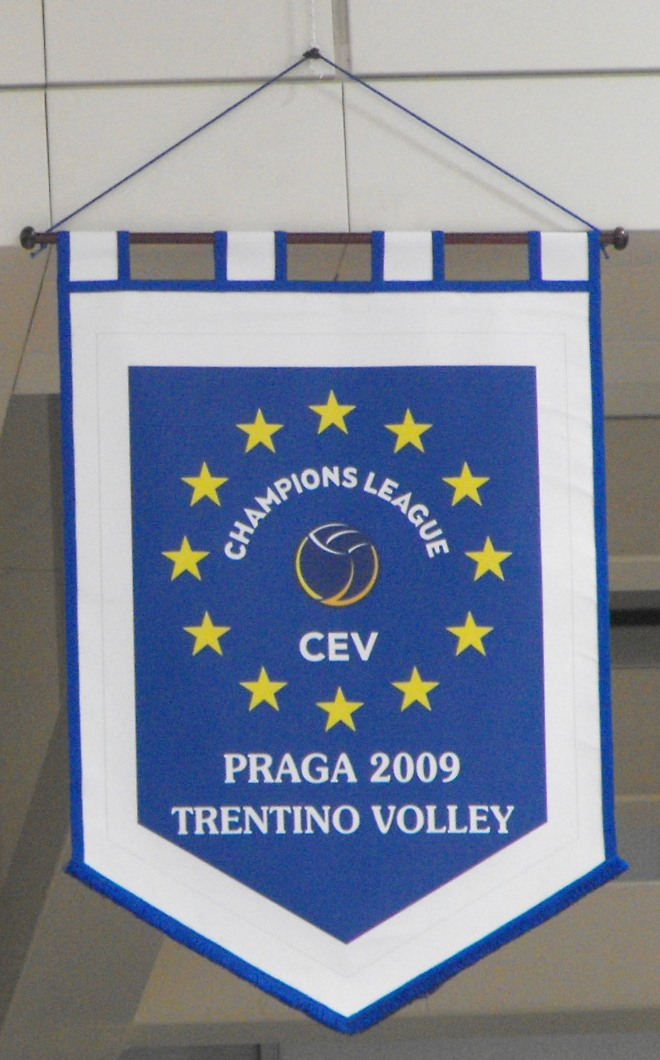
El confalón de la Liga de Campeones 2008-09 en el techo del PalaTrento

### Torneos nacionales
- Campeonato de Italia (6): 2007-08, 2010-11, 2012-13, 2014-15, 2022-23, 2024-25

Subcampeón (4): 2008-09, 2009-10, 2011-12, 2016-17
- Copa de Italia (3): 2009-10, 2011-12, 2012-13

Subcampeón (6): 2010-11, 2014-15, 2015-16, 2016-17, 2021-22, 2022-23
- Supercopa de Italia (3): 2011, 2013, 2021

Subcampeón (6): 2008, 2010, 2012, 2015, 2018, 2024

### Torneos europeos
- Liga de Campeones (4) : 2008-09, 2009-10, 2010-11, 2023-24

Subcampeón (3) : 2015-16, 2020-21, 2021-22
3.er lugar (1): 2011-12
- Copa CEV (1): 2018-19

Subcampeón (2): 2014-15, 2016-17

### Torneos mundiales
- Copa Mundial de Clubes (5) (récord): 2009, 2010, 2011, 2012, 2018

Subcampeón (2): 2022, 2024
3.er lugar (3): 2013, 2016, 2021

## Equipos Juveniles
Los equipos juveniles del Trentino Volley participan en los torneos regionales del Trentino-Alto Adigio y en los torneos nacionales organizados por la FIPAV y la Lega Pallavolo Serie A.
En la temporada 2005-06 el equipo sub-18 conquistó el primer título nacional de la historia del club a nivel juvenil y absoluto en vencer por 3-0 en la final disputada en Cervia al Rpa Perugia de un joven Ivan Zaitsev. De este equipo formaba parte el líbero Andrea Segnalini primer canterano en debutar en el primer equipo y reserva de Andrea Bari por tres temporadas entre 2006-07 y 2008-09.
En la segunda década de los años 2000 los equipos juveniles del Trentino Volley triunfaron en todas las categorías a nivel nacional; el sub-14 se coronó campeón de Italia en la Boy League 2009-10, el sub-16 en las temporadas 2010-11 (3-0 al Sisley Treviso) y 2011-12 (3-1 al Vero Volley Milano) y el sub-17 en 2012-13.
El equipo juvenil más laureado del club es el que participa en el campeonato nacional sub-19 organizado por la FIPAV y en la Junior League organizada por la Legavolley donde también pueden participar los de 20 años. Su primer título fue la Junior League de 2010-11 ganada con un contundente 3-0 sobre el Pallavolo Modena, mientras que en las temporadas 2013-14 y 2014-15 triunfó en ambos campeonatos, sub-19 y sub-20, logrando el doblete.
Entre los jugadores de las juveniles que hayan debutado con el primer equipo destacan Filippo Lanza, primer canterano en convertirse capitán, Michele Fedrizzi, Simone Giannelli y Alessandro Michieletto.

### Palmarés
Datos actualizados al final de la temporada 2019-20.
- Junior League - campeonato nacional sub-20 (3): 2010-11, 2013-14, 2014-15
- Campeonato nacional sub-19 (2): 2013-14, 2014-15
- Campeonato nacional sub-18 (1): 2005-06
- Campeonato nacional sub-17 (1): 2012-13
- Campeonato nacional sub-16 (2): 2010-11, 2012-13
- Boy League - campeonato nacional sub-14 (2): 2009-10, 2018-19